# Janeil Bellille
Janeil Bellille (ur. 18 czerwca 1989 w Port-of-Spain) – trynidadzko-tobagijska lekkoatletka specjalizująca się w biegach płotkarskich i sprinterskich.
Podczas mistrzostw świata juniorów młodszych w 2005 odpadła w eliminacjach biegu na 400 metrów oraz w sztafecie szwedzkiej (sztafeta Trynidadu i Tobago, z Bellille na trzeciej, 300–metrowej zmianie, została zdyskwalifikowana). Rok później zajęła siódme miejsce w biegu na 400 metrów przez płotki oraz sztafecie 4 x 400 metrów na igrzyskach panamerykańskich. W latach 2006–2008 zdobyła 8 medali CARIFTA Games. Wystąpiła na mistrzostwach świata juniorów (2008) zdobywając srebrny medal w biegu na 400 metrów przez płotki. W 2010 zdobyła brązowy medal igrzyskach Ameryki Środkowej i Karaibów. Wielokrotna mistrzyni kraju. Medalistka mistrzostw NCAA.
Rekordy życiowe: bieg na 400 metrów – 51,83 (21 czerwca 2014, Port-of-Spain) rekord Trynidadu i Tobago; bieg na 400 metrów przez płotki – 55,41 (30 maja 2014, Fayetteville).

## Osiągnięcia
| Rok  | Impreza                                           | Miejsce        | Konkurencja                | Pozycja              | Wynik   |
| ---- | ------------------------------------------------- | -------------- | -------------------------- | -------------------- | ------- |
| 2005 | Mistrzostwa świata juniorów młodszych             | Marrakesz      | bieg na 400 m              | eliminacje           | 56,78   |
| 2006 | Mistrzostwa Ameryki Środkowej i Karaibów juniorów | Port-of-Spain  | bieg na 400 m przez płotki | 2. miejsce           | 1:00,03 |
| 2006 | Mistrzostwa Ameryki Środkowej i Karaibów juniorów | Port-of-Spain  | bieg na 400 m              | 3. miejsce           | 56,15   |
| 2006 | Mistrzostwa Ameryki Środkowej i Karaibów juniorów | Port-of-Spain  | sztafeta 4 × 400 m         | 2. miejsce           | 3:42,31 |
| 2007 | Mistrzostwa panamerykańskie juniorów              | São Paulo      | bieg na 400 m              | DNF                  | –       |
| 2007 | Mistrzostwa panamerykańskie juniorów              | São Paulo      | bieg na 400 m przez płotki | 2. miejsce           | 56,94   |
| 2007 | Mistrzostwa panamerykańskie juniorów              | São Paulo      | sztafeta 4 × 400 m         | 2. miejsce           | 3:35,28 |
| 2007 | Igrzyska panamerykańskie                          | Rio de Janeiro | bieg na 400 m przez płotki | 7. miejsce           | 57,42   |
| 2007 | Igrzyska panamerykańskie                          | Rio de Janeiro | sztafeta 4 × 400 m         | 7. miejsce           | 3:39,67 |
| 2008 | Mistrzostwa świata juniorów                       | Bydgoszcz      | bieg na 400 m przez płotki | 2. miejsce           | 56,84   |
| 2008 | Mistrzostwa świata juniorów                       | Bydgoszcz      | sztafeta 4 × 400 m         | eliminacje           | 3:38,14 |
| 2010 | Młodzieżowe mistrzostwa NACAC                     | Miramar        | bieg na 400 m przez płotki | 4. miejsce           | 56,95   |
| 2010 | Igrzyska Ameryki Środkowej i Karaibów             | Mayagüez       | bieg na 400 m przez płotki | 3. miejsce           | 56,81   |
| 2010 | Igrzyska Ameryki Środkowej i Karaibów             | Mayagüez       | sztafeta 4 × 400 m         | 4. miejsce           | 3:35,66 |
| 2012 | Igrzyska olimpijskie                              | Londyn         | bieg na 400 m przez płotki | eliminacje           | 57,27   |
| 2014 | Igrzyska Wspólnoty Narodów                        | Glasgow        | bieg na 400 m przez płotki | eliminacje           | 57,51   |
| 2014 | Igrzyska Wspólnoty Narodów                        | Glasgow        | sztafeta 4 × 400 m         | 6. miejsce           | 3:33,50 |
| 2015 | IAAF World Relays                                 | Nassau         | sztafeta 4 × 400 m         | 4. miejsce (Finał B) | 3:35,23 |
| 2015 | Igrzyska panamerykańskie                          | Toronto        | bieg na 400 m              | eliminacje           | 54,41   |
| 2015 | Igrzyska panamerykańskie                          | Toronto        | sztafeta 4 × 400 m         | 7. miejsce           | 3:33,31 |
| 2016 | Igrzyska olimpijskie                              | Rio de Janeiro | bieg na 400 m przez płotki | półfinał             | 56,06   |
| 2017 | IAAF World Relays                                 | Nassau         | sztafeta 4 × 400 m         | –                    | DQ      |